# 815 (szám)
A 815 (római számmal: DCCCXV) egy természetes szám, félprím, az 5 és a 163 szorzata.

## A szám a matematikában
A tízes számrendszerbeli 815-ös a kettes számrendszerben 1100101111, a nyolcas számrendszerben 1457, a tizenhatos számrendszerben 32F alakban írható fel.
A 815 páratlan szám, összetett szám, azon belül félprím, kanonikus alakban az 51 · 1631 szorzattal, normálalakban a 8,15 · 102 szorzattal írható fel. Négy osztója van a természetes számok halmazán, ezek növekvő sorrendben: 1, 5, 163 és 815.
A 815 négyzete 664 225, köbe 541 343 375, négyzetgyöke 28,54820, köbgyöke 9,34084, reciproka 0,0012270. A 815 egység sugarú kör kerülete 5120,79603 egység, területe 2 086 724,380 területegység; a 815 egység sugarú gömb térfogata 2 267 573 826,6 térfogategység.